# Leonor de Navarra
Leonor de Trastâmara e de Évreux (Olite, 2 de fevereiro de 1425 — Tudela, 12 de fevereiro de 1479) foi Governadora de Navarra desde 1455 e rainha em 1479. Era a filha mais nova de João II de Aragão e Branca I de Navarra.

## Biografia
Foi jurada pelas Cortes, caso necessário, lugar e grado em Pamplona em 9 de agosto de 1427, sendo os herdeiros legítimos à coroa seus irmãos Carlos, príncipe de Viana, e Branca.
Casou-se em 1441 com o conde Gastão IV de Foix recebendo um dote de 50 000 florins de Aragão sobre as vilas de Miranda, Larraga e Falces. Passou a residir em Béarn em 1442.
Em 1455, ao deserdar João II a seu filho Carlos, Príncipe de Viana, herdou a coroa navarra após a morte de Branca I, e cair em desgraça a outra filha, Branca, Leonor, com 30 anos de idade, passa a ser o instrumento do rei aragonês contra seus filhos. Este fez que se proclamaram herdeiros do reino a Leonor e a Gastão de Foix, e instituiu governadora-geral do reino a Leonor, que se estabeleceu em Sangüesa.
Durante esses anos a guerra civil impediu o governo interino que, de fato, exerceram Martim e Pierres de Peralta, chefes dos agramonteses. Com a morte do príncipe de Viana (1461) continuou como governadora. Em 12 de abril de 1462 João II firmou com sua filha e filho o Tratado de Olite pelo que se reconhecia rei a João, ao que sucederia Leonor, para o qual era condição indispensável a desaparição da legítima herdeira, Branca, que foi entregue a Foix e presa na torre Moncada, onde faleceu em 1464 «com grã nota e infâmia do conde de Foix e da infanta Dª Leonor, sua mulher» (Jerónimo Zurita).
Ao ano seguinte Leonor firmou uma trégua com os beamonteses. Por estas datas se autotitula "princesa primogênita, herdeira de Navarra, infanta de Aragão e da Sicília, condessa de Foix e de Bigorra, senhora de Béarn, lugar-tenente-geral pelo sereníssimo rei meu mui refutável senhor e pai neste seu reino de Navarra".
Nesse momento Leonor e João II protagonizam uma luta pelo trono navarro, apoiando-se a primeira nos beamonteses e o segundo nos de Agramont, encabeçados pelos Peralta. Em 1468 João II atreveu-se a assassinar o abade de Pamplona, Nicolás de Chávarri, primeiro conselheiro da governadora.
João II ainda atreveu-se a mais; destituiu Leonor do cargo de lugar-tenente instituindo em seu lugar o filho desta, Gastão, com o que o caos chegou a seus limites extremos. Mas a morte do designado obrigou João II a retroceder e redesignar, desta vez de forma perpétua, D.ª Leonor como governadora (1471) ainda que renunciando a Aragão, coisa que apenas amenizaria o estado de guerra em que estava mergulhado o reino.
Gastão de Foix morreu em 10 de julho de 1472 quando conseguia ajuda bearnesa a sua mulher. Acuada entre os desejos da França, Aragão e Castela sente que seu reino, de que nem sequer era titular, estava ameaçado assim como seus direitos sobre o mesmo.
Fernando o Católico alia-se aos beamonteses não lhe deixando outro remédio que aliar-se ao seu inimigo Piarres de Peralta. Em 19 de janeiro de 1479 morre João II. Após esse acontecimento Leonor se tornou rainha no dia 28 do mesmo mês, em Tudela, donde morreu quinze dias mais tarde.
Ao morrer reivindicou em seu testamento todos os títulos de seu irmão Carlos, a atender com o disposto por sua mãe Branca I. Dispôs assim mesmo que fosse seu herdeiro Francisco I Febo, seu neto, recomendando-lhe que adotasse a proteção do rei da França.

## Filhos
Em 1441, ela se casou com Gastão IV, Conde de Foix e teve com ele os seguintes filhos:
- Gastão (1443 - 1470), Príncipe de Viana. Casado com Madalena da França (filha de Carlos VII o Bem-servido), foram pais de Francisco I Febo;
- João (? - 1472), visconde de Narbona;
- Pedro (? - ?), cardeal;
- Jaime (? - ?), conde de Cortes. Casado com sua prima Ana de Peralta e Foix (filha de Pedro de Peralta e Ezpeleta (mosén Pierres "o jovem") e Isabel de Foix);
- Maria (1452 - 1467), casada em 1465 com o marquês Guilherme VIII de Montferrato;
- Joana (1454 - 1476), casada em 1469, com o conde João V de Armagnac (1420 - 1473);
- Margarida (1458 - 1486), casada em 1471 com o duque Francisco II da Bretanha (1435 - 1488) e mãe da duquesa Ana, rainha da França;
- Catarina (1460 - 1494), casada em 1469 com Gastão II de Foix (1440 - 1500), conde de Candale e de Bénauges;
- Leonor (? - ?);
- Ana (? - ?).